# Ernst Komm
Ernst Rudolf Heinrich Fritz Komm (* 14. Juli 1899 in Königsberg; † 12. Dezember 1964 in München) war ein deutscher Nahrungsmittelchemiker und Hochschullehrer.

## Leben und Wirken
Komm war Sohn des Uhrmachers Albert Komm aus Königsberg. Nach dem Schulbesuch und Kriegsdienst 1917/18 studierte er Biologie und Chemie an den Universitäten Königsberg und Bonn sowie der Technischen Hochschule Dresden.
Im Jahr 1921 wurde Komm Wissenschaftlicher Assistent am Labor für Lebensmittel- und Gärungschemie der TH Dresden und ein Jahr später Assistent am Institut für Physiologie der Universität Halle. Im Jahr 1923 promovierte er an der Universität Gießen zum Dr. phil. 1925 wurde Komm Vorsteher des Labors für physiologische Chemie und Ernährungsforschung im Lahmann-Sanatorium auf dem Weißen Hirsch in Dresden. Nach seiner Habilitation 1930 wurde er Privatdozent für Biologische Chemie, insbesondere Ernährungschemie und 1931 außerordentlicher Professor für Nahrungsmittelchemie und -technologie an der TH Dresden. Nach Ende des Zweiten Weltkriegs wurde Komm 1946 erneut Professor in Dresden. Er verließ 1951 die DDR und war von 1952 bis 1964 Inhaber eines Labors in München sowie Vorsteher der Export-Malzfabrik AG München.
Komm starb 1964 im Alter von 65 Jahren in München.

## Schriften (Auswahl)
- Eiweißbildung bei Tier und Pflanze. Verlag Dr. F. P. Datterer & Cie., Freising, 1925